# Space Shower Music
Space Shower Music je japonská nahrávací společnost a talentová agentura vlastněná společností Space Shower Network, známé především jako provozovatel televizního kanálu Space Shower TV.

## Historie
Společnost byla založena v roce 1999 jako kabušiki gaiša pod názvem 3D Systems (スリーディーシステム株式会社設立, Suriidii šisutema kabušiki gaiša securicu); jejím hlavním akcionářem byla společnost Polystar. V roce 2004 se investorem třetích stran stala společnost Space Shower Network. následně v roce 2006 byla společnost 3D Systems přejmenována na BounDEE kabušiki gaiša (バウンディ株式会社, Baundi kabušiki gaiša) a stala se oficiálním partnerem společnosti Space Shower. V roce 2011 společnost BounDEE plně přešla do vlastnictví Space Shower Network, přičemž hudební vydavatelství nese název Space Shower Music od roku 2014.

## Obchodní značky
- BounDEE
- Cabron Music[7]
- C.H.S
- Eninal[8]
- Felicity
- HARDCORE TANO*C
- Newhere Music[9]
- Silver Sun Records[10]
- SKETCH UP! Rec.
- Smile19

## Umělci
Kompletní seznam umělců je k dispozici na oficiálních stránkách .